# Maytenus microcarpa
 (juin 2011).
 (juin 2011).
Espèce
Classification APG III (2009)
Statut de conservation UICN

 VU B1+2c : Vulnérable
Maytenus microcarpa est une espèce de plantes à fleurs de la famille des Celastraceae. Le nom sud-amérindien de cet arbre est chuchuhuasi (prononcé en espagnol « tchou-tchou-ouassi »). 
On le retrouve notamment dans la jungle tropicale péruvienne où il est bien connu et utilisé spécialement par les habitants d'Iquitos et de cette région en Amazonie. Vu l'isolement de cette région, le chuchuhuasi et son utilisation étaient inconnus dans le reste du monde jusqu'à tout récemment. Cependant, cette plante de la jungle est peut-être la plus populaire présentement au Pérou.
Lorsqu'on vit au milieu de la jungle, cela signifie qu'on peut être en rapport avec des infections, des morsures et des maladies de toutes sortes. Il faut trouver et utiliser des remèdes. Le chuchuhuasi remplit cette fonction multiple et est couramment utilisé sous forme d'extrait liquide.
Une des propriétés les plus puissantes du chuchuhuasi, c'est de renforcer le système immunitaire et en même temps d'améliorer le fonctionnement et les activités sexuelles. La capacité du chuchuhuasi pour cet usage a suscité un grand intérêt scientifique. On obtient cet effet en prenant oralement l'écorce de la racine sous forme liquide trois fois par jour.
Le chuchuhuasi peut également s'avérer très utile pour enrayer la cause de l'arthrite et pour rétablir le fonctionnement des articulations plutôt que de simplement soulager les symptômes. Ce qui a soulevé pas mal d'enthousiasme au sein de la communauté scientifique. On pourrait dire la même chose au sujet de ses propriétés antitumorales ; la United States Drug Administration a identifié l'alcaloïde maytansine comme étant très remarquable.
Comme si cela ne suffisait pas pour recommander l'utilisation quotidienne du chuchuhuasi, on l'applique également sur la peau pour repousser les moustiques de la jungle, dont la férocité est légendaire.